# Pow Wow Smith
Ohiyesa Smith (llamado "Pow Wow" Smith) es un héroe ficticio del viejo oeste publicado por DC Comics. Creado por el escritor Don Cameron y el dibujante Carmine Infantino, es un "sioux" que es el sheriff de una pequeña ciudad del viejo oeste de Elkhorn, donde es conocido como un maestro detective. Prefiere que se lo llame por su nombre propio, Ohiyesa, pero los ciudadanos blancos lo llaman "Pow Wow" con tanta terquedad que eventualmente se da por vencido y acepta el apodo entre ellos. 
Originalmente, el personaje de Pow Wow Smith estaba ubicado en el oeste moderno. Las historias posteriores se establecieron en el siglo XIX. Eventualmente se confirmó que el personaje del Viejo Oeste era el antepasado del personaje moderno. Desde entonces, Smith ha seguido siendo un legado de generación y una figura histórica en el Universo DC, conociendo a otros héroes en sus ocasionales historias sobre viajes en el tiempo.

## Historia de la publicación
Smith apareció por primera vez en Detective Comics #151, la única característica del viejo oeste en el cómic. Después de cuatro años como personaje habitual en Detective Comics, su tira se convirtió en la característica principal de Western Comics, que funcionó hasta 1961. Gran parte del arte durante el período de Detective fue por Leonard Starr, y cuando Smith encontró un hogar en Western Comics, su ilustrador original Infantino regresó. Las historias fueron de France Herron y más tarde de Gardner Fox.
Smith también protagonizó el primer volumen del segundo volumen de All-Star Western.

## Biografía de personaje ficticio
Ohiyesa dejó su natal de Red Deer Valley (Valle ciervo rojo) para aprender más sobre el mundo del hombre blanco. Su rastreo y habilidades expertas en armas le dieron empleo como ayudante del sheriff, y finalmente el trabajo de sheriff de Elkhorn. El ayudante de Ohiyesa es Hank Brown. Una vez sheriff, Pow Wow pasa la mayor parte de su tiempo en Elkhorn, y rara vez regresa a Red Deer Valley.
Para la mayoría de sus aventuras, la novia de Pow Wow (y más tarde su prometida) es la doncella nativa norteamericana, Fleetfoot, hija de Chief Thundercloud. Fleetfloot ayuda a Pow Wow en una serie de aventuras.

### Pow Wow Smith como U.S. Marshall
El US Marshal Ohiyesa Smith, un descendiente actual del Pow Wow Smith original, aparece en Robin Annual #6, un pastiche del viejo oeste que también presentó una versión moderna de Nighthawk. Este Ohiyesa asistió a la universidad en el este, luego regresó a Red Deer Valley, buscando modernizar su tribu. Como U.S. Marshall, Él también toma el nombre de Pow Wow Smith, pero continúa viviendo en Red Deer Valley. El moderno Pow Wow Smith trabaja con Robin y otros héroes para derrotar a los Trigger Twins de la actualidad, que a diferencia de sus antecedentes del siglo XIX son criminales homicidas. Gran parte de la aventura tiene lugar en una recreación turística de una ciudad del Viejo Oeste, que se encuentra cerca de Gotham City.

## Poderes y habilidades
Ohiyesa Smith es un luchador habilidoso. El tiene habilidades excelentes como tirador tanto con flecha como con diversas armas de fuego, a pesar de esto el prefería no usar una pistola a menos que fuera necesario, en lugar de resolver las disputas con sus manos. Es también un excelente jinete con conocimientos en medicina natural y en diversas lenguas nativo americanas, él también tenía un fuerte sentido de justicia y ley.

## En otros medios
- Smith apareció por primera vez desde su creación con la voz de Jonathan Joss en un episodio de viajes en el tiempo de Liga de la Justicia Ilimitada, "El pasado y el Futuro Parte 1: Extrañas leyendas del Oeste", como un sheriff de Elkhorn en la década de 1880. Fue expulsado de la ciudad por Tobias Manning, que utilizó la tecnología que robó de Chronos (David Clinton). Con el ayudante de Bat Lash, El Diablo (Lazarus Lane), Jonah Hex, Linterna Verde (John Stewart), Mujer Maravilla y Batman, derrotó a Manning. En esta versión, Smith aún se opone al nombre "Pow-Wow", que solo es usado por el villano Tobias Manning.